# Aeroportul Mostaganem
Aeroportul Mostaganem (IATA: MQV, ICAO: DA14) este un aeroport din Algeria.
Situat la o altitudine de 90 m, aeroportul dispune de o singură pistă.